# Кожушье
Кожушье — деревня в Клинцовском районе Брянской области в составе Коржовоголубовского сельского поселения.

## География
Находится в западной части Брянской области на расстоянии приблизительно 10 км на север-северо-восток по прямой от районного центра города Клинцы.

## История
Основана в первой половине XVIII века Даровскими как слобода. Позднее — владение Жоравок. До 1781 входила в Новоместскую сотню Стародубского полка. В середине XX века работал колхоз «Красный борец». В 1859 году здесь (деревня Суражского уезда Черниговской губернии) учтено было 25 дворов, в 1892—69.

## Население
Численность населения: 137 человек (1859), 470 человек (1892), 102 человек (2002), 50 человек (2010). 50 человек (2013), 69 человек (2017), 67 человек (2021).
Будет упразднена как фактически не существующая в связи с переселением всех жителей на постоянное место жительства в другие населённые пункты.